# 佐世保鉄道
佐世保鉄道（させぼてつどう）は、大正時代から昭和時代初期にかけて現在の松浦鉄道西九州線の一部を建設・運営した鉄道会社である。

## 概要
佐世保鉄道（設立当時は佐世保軽便鉄道）は当時北松炭田と呼ばれた炭鉱地帯（現在の佐世保市北部から北松浦半島にかけて）から採掘された石炭を北松浦半島沿岸の港まで運び出すために世知原出身の政治家である中倉万次郎を中心とした地元資本により設立されたものである。2フィート6インチ軌間（762 mm）を採用した軽便鉄道であるため輸送力は決して大きくはなかったが、鉄道開通で北松炭田からの石炭輸送は格段に便利になった。
当初の目的の関係で、現在の佐世保市柚木地域等の相浦川沿いにある炭鉱から採掘された石炭を相浦港（佐世保港相浦港区）に運び出す路線と、同市世知原地区（旧世知原町）等の佐々川沿いの炭鉱からの石炭を佐々を経て臼ノ浦港まで運び出す路線を軸として、両者を連絡する路線と広域的な中心である佐世保市の中心市街地への客貨輸送のための上佐世保駅（国有化後廃止。現在の北佐世保駅の西方、桜の聖母幼稚園のあたりにあった）への支線を設ける形となった。
またバス路線（佐世保駅前 - 俵町間、左石駅 - 栗木峠間）を保有していた。
満州事変以降東アジアでの緊張が高まる中で、運炭路線としての重要性と鉄道省伊万里線と結んで北松浦半島を循環する省線の一部とする必要上から、1936年（昭和11年）10月1日に国有化された。

## 沿革
- 1918年（大正7年）3月29日 中倉万次郎ら、相浦 - 柚木間及び大野 - 上佐世保間の免許を下付[3][4]
- 1918年（大正7年）8月21日 佐世保軽便鉄道会社を発足させる。資本金50万円[5]
- 1920年（大正9年）3月27日 相浦駅 - 柚木駅間を762 mm軌間で開業[6]
- 1921年（大正10年）10月7日 大野駅（現左石駅）より分岐して上佐世保駅まで延伸[7][8]
- 1923年（大正12年）12月25日 佐世保鉄道に社名変更
- 1927年（昭和2年）12月28日 鉄道免許状下付（北松浦郡山口村-同郡佐々村間）[9]
- 1929年（昭和4年）3月29日 鉄道免許状下付（北松浦郡佐々村-同郡小佐々村間）[10]
- 1931年（昭和6年）8月29日 実盛谷 - 四ツ指 - 臼ノ浦間を開業[11]
- 1931年（昭和6年）12月23日 鉄道免許状下付（佐世保市俵町-同市八幡町間）[12]
- 1931年（昭和6年）12月27日 四ツ指 - 佐々間を開業[13]
- 1933年（昭和8年）10月24日 佐々駅 - 世知原駅間の岡本彦馬専用鉄道を譲り受けて普通鉄道に変更（貨物運輸）[14]
- 1934年（昭和9年）2月11日 佐々-世知原間旅客運輸営業開始[15]
- 1935年（昭和10年）4月16日 鉄道免許失効（1931年12月23日免許佐世保市俵町-同市八幡町間 指定ノ期限マテニ工事施行認可申請為ササルタメ）[16]
- 1936年（昭和11年）10月1日 国有化され、路線は松浦線（現松浦鉄道西九州線）となる[17]。機関車21両、客車24両、貨車280両を引き継ぐ[18]。

なお、国有化後に改軌と路線改良が行われたため、現在の西九州線のうち佐世保鉄道時代の路線をほぼそのまま使用しているのは吉井駅構内と神田駅 - 佐々駅南方、相浦駅構内、本山駅付近 - 左石駅となっている。

## 路線
国有化直前
- 相浦 - 柚木
- 大野 - 上佐世保
- 実盛谷 - 臼の浦
- 四ツ指 - 世知原

実盛谷駅は上相浦駅 - 肥前中里（現中里駅）間、四ツ指駅（のち四ツ井樋駅）は佐々駅 - 小浦駅間にあった。いずれも路線改良によるルート変更にともない廃止されている。

## 輸送・収支実績
| 年度   | 乗客（人） | 貨物量（トン） | 営業収入（円） | 営業費（円） | 益金（円） | その他益金（円） | その他損金（円）              | 支払利子（円） | 政府補助金（円） |
| ------ | ---------- | -------------- | -------------- | ------------ | ---------- | ---------------- | ----------------------------- | -------------- | ---------------- |
| 1920年 | 211,918    | 58,141         | 61,270         | 45,677       | 15,593     |                  |                               | 17,208         | 0                |
| 1921年 | 336,281    | 68,351         | 110,742        | 62,937       | 47,805     |                  |                               |                | 21,571           |
| 1922年 | 537,177    | 89,790         | 165,419        | 103,321      | 62,098     |                  |                               |                | 39,908           |
| 1923年 | 594,424    | 115,578        | 191,294        | 131,152      | 60,142     |                  |                               | 32,118         | 41,708           |
| 1924年 | 582,248    | 105,103        | 175,881        | 123,127      | 52,754     |                  |                               | 35,658         | 49,665           |
| 1925年 | 599,997    | 100,448        | 165,886        | 123,026      | 42,860     |                  |                               | 35,162         | 57,098           |
| 1926年 | 613,198    | 121,998        | 184,868        | 114,578      | 70,290     |                  |                               | 34,276         | 41,852           |
| 1927年 | 628,971    | 145,680        | 202,979        | 117,333      | 85,646     |                  |                               | 33,616         | 33,097           |
| 1928年 | 678,227    | 151,458        | 192,992        | 119,043      | 73,949     |                  | 雑損99                        | 36,731         | 42,504           |
| 1929年 | 775,691    | 150,537        | 191,189        | 117,096      | 74,093     |                  | 雑損1,556、自動車3,007        | 33,951         | 43,885           |
| 1930年 | 795,086    | 140,108        | 183,451        | 110,232      | 73,219     |                  | 自動車111                     | 30,104         | 24,917           |
| 1931年 | 799,679    | 145,146        | 188,742        | 100,067      | 88,675     |                  | 自動車5,635、雑損951          | 36,977         | 10,294           |
| 1932年 | 928,683    | 176,871        | 206,289        | 125,187      | 81,102     |                  | 自動車123、雑損43             | 70,059         | 0                |
| 1933年 | 981,988    | 195,933        | 224,569        | 131,635      | 92,934     | 自動車529        |                               | 76,825         | 0                |
| 1934年 | 1,211,141  | 363,621        | 370,904        | 213,135      | 157,769    | 自動車2,341      | 雑損647                       | 100,024        | 0                |
| 1935年 | 1,312,808  | 483,747        | 464,637        | 224,979      | 239,658    | 自動車452        | 雑損償却金359                 | 90,921         | 0                |
| 1936年 | 1,085,864  | 445,537        | 420,215        | 212,958      | 207,257    |                  | 自動車1,311、雑損償却金28,643 | 83,897         | 0                |

- 鉄道省鉄道統計、鉄道統計資料各年度版より

## 車両
| 年度   | 蒸気機関車 | 客車 | 貨車 | 貨車 |
| 年度   | 蒸気機関車 | 客車 | 有蓋 | 無蓋 |
| ------ | ---------- | ---- | ---- | ---- |
| 1920年 | 3          | 3    | 2    | 40   |
| 1921年 | 4          | 5    | 4    | 53   |
| 1922年 | 5          | 7    | 4    | 73   |
| 1923年 | 6          | 9    | 4    | 78   |
| 1924年 | 6          | 9    | 4    | 83   |
| 1925年 | 6          | 9    | 4    | 83   |
| 1926年 | 6          | 11   | 4    | 83   |
| 1927年 | 6          | 11   | 8    | 83   |
| 1928年 | 6          | 11   | 4    | 83   |
| 1929年 | 6          | 11   | 4    | 83   |
| 1930年 | 6          | 11   | 4    | 83   |
| 1931年 | 10         | 19   | 4    | 88   |
| 1932年 | 10         | 19   | 4    | 88   |
| 1933年 | 15         | 19   | 4    | 151  |
| 1934年 | 17         | 24   | 4    | 191  |
| 1935年 | 21         | 24   | 4    | 263  |

### 蒸気機関車
1, 2, 4
1919年、大日本軌道鉄工部／雨宮製作所製 - 車軸配置0-4-0 (B)。買収後ケ93形 93 - 95
3
1919年、楠木製作所製 - 車軸配置0-4-0 (B)。買収後ケ96形 96
5, 6
1922, 1923年雨宮製作所製 - 車軸配置0-4-2 (B1)。買収後ケ700形 700, 701
7 - 10
1931年、若津鉄工所（旧深川造船所）製 - 車軸配置2-4-2 (1B1)。買収後ケ800形 800 - 803
11, 12
旧・岡本彦馬専用鉄道 1, 2 - 1896年、英W・G・バグナル製 - 車軸配置0-4-0 (B)。買収後ケ97形 97, 98
13
旧・太田鉄道 3 → 岡本彦馬専用鉄道 3 - 1894年、米ボールドウィン製 - 車軸配置0-6-2 (C1)。買収後ケ600形 600
14
旧・摂津鉄道 4 → 岡本彦馬専用鉄道 4 - 1893年、瑞SLM製 - 車軸配置0-6-0 (C)。買収後ケ215形 215
15
旧・岡本彦馬専用鉄道 5 - 1919年、久保鉄工所製 - 車軸配置0-4-0 (B)。買収後ケ99形 99
16
旧・草津電気鉄道 7 - 1920年、雨宮製作所製 - 車軸配置0-6-0 (C)。買収後ケ216形 216
17
旧・両備鉄道 → 神高鉄道 9 - 1924年、独オーレンシュタイン・ウント・コッペル製 - 車軸配置0-6-0 (C)。買収後ケ217形 217
18
旧・宇和島鉄道 4 → 国鉄ケ230形 230 - 1918年、大日本軌道鉄工部製 - 車軸配置0-6-0 (C)。買収後ケ218形 218
19
旧・井笠鉄道 4 → 8（初代） - 1918年、大日本軌道鉄工部製 - 車軸配置0-6-0 (C)。買収後ケ218形 219
20
1916年、米H.K.ポーター製 - 車軸配置0-4-2 (B1)。買収後ケ702形 702
21
旧・耶馬渓鉄道 1 - 1913年、独オーレンシュタイン・ウント・コッペル製 - 車軸配置0-4-2 (B1)。買収後ケ703形 703

### 客車
- フハ1-3　1919年岡部鉄工所製　買収後ケコハ480-482
- ハ4,5 1921年岡部鉄工所製　買収後ケコハ483,484
- ハ6,7 1922年岡部鉄工所製　買収後ケコハ485,486
- ハ8,9 1923年岡部鉄工所製　買収後ケコハ487,488
- ハ10,11 1926年東洋車輌製　買収後ケコハ489,490
- ホハ12 1920年岡部鉄工所製　買収後ケコハ491
- ホハ13,14 1920年岡部鉄工所製　買収後ケコハ492,493
- フホハ15 1920年岡部鉄工所製　買収後ケコハ494
- フホハ16,17 1924年岡部鉄工所製　買収後ケコハ495,496
- ホハ18 1913年服部工場製　買収後ケコハ497
- ホハ19 1913年服部工場製　買収後ケコハ498
- フハ20-24 1911年雨宮鉄工所製　買収後ケコハ499-503

ホハ12-19は耶馬渓鉄道より、フハ20-24は中国鉄道より譲渡されたもの。買収後私鉄に譲渡されたものはケコハ480,488→遠州鉄道サハ1103,1104、481,487,500→日本鉱業佐賀関鉄道、485→静岡鉄道駿遠線、495か496のいずれか九十九里鉄道ケハ111、491-493,497→大分交通豊州線があった。
栗林宗人「大分交通豊州線廃止直前の客車について」「RAILFAN」No.575 2000年10月号　鉄道友の会より

### 貨車
- ワ1-ワ4 買収後ケワ200形（ケワ233 - ケワ236）
- ト201 - ト240 買収後ケト500形（ケト500 - ケト539）
- フト201 - フト220 買収後ケト500形（ケト540 - ケト559）
- ト3、ト5、ト8、ト10、ト13、ト14、ト16、ト17、ト19、ト21、ト24、ト26、ト27、ト29、ト30、ト34 - ト37、ト42、ト43、ト48 買収後ケト800形（ケト800 - ケト821）
- フト1、フト3 - フト6、フト12、フト13、フト15、フト17 買収後ケト800形（ケト822 - ケト830）
- ト4、ト6、ト7、ト9、ト11、ト12、ト15、ト18、ト20、ト22、ト23、ト25、ト28、ト31 - ト33、ト38 - ト41、ト44 - ト47、ト49 - ト79 買収後ケト1200形（ケト1200 - ケト1254）
- フト2、フト7 - フト11、フト14、フト16、フト18 - フト46 買収後ケト1200形（ケト1255 - ケト1291）
- セ1 - セ47 買収後ケセ1形（ケセ1 - ケセ47）
- セフ1 - セフ46 買収後ケセ1形（ケセ48 - ケセ93）